# Aulospongus involutus
Aulospongus involutus är en svampdjursart som först beskrevs av James Barrie Kirkpatrick 1903.  Aulospongus involutus ingår i släktet Aulospongus och familjen Raspailiidae. Inga underarter finns listade i Catalogue of Life.